# Mondō (Buddhismus)
Mondō (問答, chinesisch: wenda) ist ein japanischer Begriff, der sowohl im japanischen  Zen-Buddhismus als auch im chinesischen Chan-Buddhismus verwendet wird. Er bedeutet: Frage und Antwort. Er beschreibt die Stufen des Fragens, in denen der Schüler den Meister über spirituelle Themen aus diesem oder jenem Bereich befragt, der darauf antwortet, ohne auf theoretische Erklärungen zurückzugreifen.
Das bekannteste Kōan, ist die Frage nach dem Geräusch einer einzelnen klatschenden Hand von Meister Hakuin Ekaku. Deutsche Übersetzungen wie Die torlose Schranke  von Meister Wumen Huikai betonen oft das Paradoxe an Kōans.
In der Zen-Praxis wurden mehrere (oft lapidar formulierte) Mondô später zu Koân. So findet man zum Beispiel diese beiden Mondōs, in dem berühmten Werk Die torlose Schranke (Wumenguan) aufgegriffen:
- Eines Tages fragte ein Mönch den Ehrwürdigen Tôzan (Dongshan Liangjie): „Wie ist Buddhaschaft?“ Tozan: „Drei Pfund Hanf.“[3]
- Eines Tages fragte ein Mönch Zhaozhou: „Welche Bedeutung hat es, dass der Meister-Patriarch Bodhidharma aus dem Westen gekommen ist?“ Zhaozhou: „Die Zypresse im Hof!“[4]